# Adolf Müller (Politiker, 1863)
Adolf Gustav Müller (* 19. August 1863 in Wittlich; † 5. September 1943 in Merligen, Schweiz) war ein deutscher Politiker, Diplomat und Journalist.

## Leben

### Herkunft und frühe Jahre
Adolf Müller entstammte einer jüdischen Kaufmannsfamilie. Zeit seines Lebens hat er versucht, seine jüdische Herkunft zu verbergen. Viele Lebensdaten sind daher nicht gesichert. Unklar ist, ob er 1863 oder 1865 geboren wurde. Auch der Geburtstag ist unklar.
Er besuchte zunächst eine jüdische Privatschule, danach die höhere Stadtschule in Wittlich und die Bürgerschule in Trier. Er studierte möglicherweise Medizin und Volkswirtschaftslehre in Straßburg. Gleichzeitig war er bereits journalistisch tätig. Das Studium musste er wohl wegen Geldmangels abbrechen. Er hat später verbreitet, dass er als Arzt in englischen Elendsvierteln oder als Schiffsarzt gearbeitet hätte.
Müller arbeitete für den liberal ausgerichteten Depeschendienst Herold in Gera und Berlin und wurde schließlich Direktor des Büros. Durch seine Kenntnisse und seinen Stil machte er als Journalist auf sich aufmerksam. Seit 1891 schrieb er Beiträge für bürgerliche Zeitschriften aber auch für sozialdemokratische Organe. Darunter waren Die Neue Zeit und die sozialistischen Monatshefte.

### Sozialdemokratischer Journalist und Politiker
1893 trat er in die SPD ein. Im selben Jahr begann er für die sozialdemokratische Tageszeitung Münchener Post zu arbeiten. Ihr Chefredakteur wurde er 1895. Er war seither ein enger Vertrauter des reformistisch orientierten bayerischen SPD-Vorsitzenden Georg von Vollmar. Unter seiner Ägide erreichte die Münchener Post eine überregionale bedeutende Stellung und die Auflage stieg von 10.000 auf 30.000 Exemplare im Jahr 1914. Im Jahr 1908 gründete er ein sozialdemokratisches Nachrichtenbüro.
Von 1899 bis 1919 war er Abgeordneter im bayrischen Landtag. Ihm wurde 1903 die Kandidatur für ein Reichstagsmandat angeboten, was er aber ablehnte. Seit 1910 war Müller stellvertretender Vorsitzender der SPD in Bayern. Neben Vollmar und Ludwig Frank war er einer der Hauptvertreter des süddeutschen Reformismus. Als solcher trat er auch auf den Parteitagen von 1908 und 1910 auf. Die süddeutschen Sozialdemokraten bestanden auf der Unabhängigkeit landespolitischer Entscheidungen ohne Einmischung des Parteivorstandes in Berlin. Dabei waren sie auch zur Zusammenarbeit mit bürgerlichen Kräften bereit. Diese Haltung stieß auf Reichsebene auf massive Kritik.

### Inoffizieller Diplomat
Während des Ersten Weltkrieges versuchte er im Auftrag der Partei und mit Unterstützung der bayerischen Landesregierung sowie der Reichsregierung Einfluss auf ausländische sozialdemokratische und sozialistische Parteien zu Gunsten der deutschen Haltung zu nehmen. Zusammen mit Linksliberalen und rechts gerichteten Sozialdemokraten gründete er den „Münchener Kreis“.
Dazu erhielt er einen Diplomatenpass. Bereits seit 1914 führte er von der Schweiz aus Gespräche und nicht offizielle Verhandlungen mit französischen, britischen und italienischen Vertretern zur Beendigung des Krieges. Er strebte einen Verständigungsfrieden an. Dabei baute er international agierendes Netz von Agenten auf. Zu den Angehörigen dieses Netzes gehörte auch der frühere französische Ministerpräsident Joseph Caillaux. Von diesem erhielt Müller aus Zugang zu geheimen Material. Dies führte zur Anklage seines Informanten. In der Schweiz hatte er enge Kontakte zu den Bundesräten Arthur Hoffmann und Edmund Schulthess. Während des Krieges vermittelte Müller einem Vertreter der Obersten Heeresleitung einen Kontakt zu Alexander Parvus. Diesem half er 1915 bei der Gründung der marxistischen Zeitschrift Die Glocke. Im Jahr 1917 war er auch bei der Vorbereitung der Reise Lenins über Deutschland nach Russland unterstützend tätig, weil er meinte, dass die russischen Sozialisten nach ihrer Rückkehr im deutschen Sinne handeln würden. Während der Novemberrevolution war er 1918 Mitglied des provisorischen bayrischen Nationalrates.

### Gesandter in der Schweiz
Von 1919 bis 1933 war Müller als Gesandter des Deutschen Reiches in Bern der erste Sozialdemokrat im Dienst des Auswärtigen Amts. Die Schweiz stand ihm wegen seiner während des Krieges aufgebauten Beziehungen wohlwollend gegenüber. Er betrieb die Neuorganisation der deutschen Gesandtschaft, deren Ansehen nach dem Bekanntwerden eines großangelegten Sprengstoffschmuggels während des Krieges stark gesunken war. Die Zahl der Botschaftsmitarbeiter war kriegsbedingt auf 2800 Personen extrem gewachsen. Als Müller das Amt übernahm, waren in Bern noch 1600 Beamte tätig. Müller reduzierte bis 1926 die Zahl der Beschäftigten auf 18. Ihm war daran gelegen, das Vertrauen der Schweiz zu Deutschland wiederherzustellen. Im Jahr 1925 konnte zwischen beiden Ländern ein Handelsvertrag abgeschlossen werden.
Sein Verhältnis zu Friedrich Ebert wie auch zu Paul von Hindenburg war eng und freundschaftlich. Auch das Verhältnis zu den Außenministern war positiv. Besonders Gustav Stresemann schätzte Müller. Allerdings gab es inhaltliche Konflikte. So kämpfte Müller gegen den Beitritt Deutschlands zum Völkerbund und war gegen die Verträge von Locarno. Müller kritisierte insgesamt, dass Stresemann zu unentschlossen gegenüber Frankreich sei. Er versuchte sogar vergeblich, ein innenpolitisches Bündnis gegen Stresemann unter Einbeziehung Hindenburgs, der Reichswehr und verschiedener Landesregierungen zu Stande zu bringen. Müller war Gründer und Vorsitzender der schweizerisch-deutschen Hilfskommission zur Linderung der Not im Nachkriegsdeutschland.
Müller blieb nach dem Beginn der nationalsozialistischen Herrschaft zunächst im Amt. Damit war er der letzte Sozialdemokrat in einer bedeutenden öffentlichen Stellung. Er versuchte Berlin davon zu überzeugen, die nationalsozialistische Propaganda in der Schweiz so gering wie möglich zu halten. Die Erlasse der deutschen Regierung hat er weitgehend ignoriert.
Im Oktober 1933 endete Müllers Tätigkeit für das Auswärtige Amt. Über die Gründe gibt es unterschiedliche Darstellungen. Eine Studie zur Rolle des Auswärtigen Amtes während der Zeit des Nationalsozialismus spricht von Altersgründen. Sein Biograph Karl Heinrich Pohl meint, dass er das Amt im Herbst des Jahres 1933 aufgegeben hätte, weil er dem Regime nicht mehr dienen wollte. Andere sprechen wegen seiner politischen Haltung von einer Versetzung in den Ruhestand. Sein Nachfolger wurde Ernst von Weizsäcker.
Müller kehrte nicht nach Deutschland zurück, sondern blieb in der Schweiz. Er lebte in Merligen am Thunersee, wo er sich vor allem medizinhistorischen Studien insbesondere über Paracelsus widmete. Um ihn am Verfassen seiner Memoiren zu hindern, raubten nationalsozialistische Agenten 1937 sein Archiv. In der Schweiz war Müller Fürsprecher für deutsche Emigranten wie Rudolf Breitscheid und Wilhelm Hoegner.

## Ehrungen
Adolf Müller erhielt folgende Ehrungen:
- 1922 Ehrensenator der TH Stuttgart
- 1922 Ehrenbürger der Universität München
- 1922 Dr. h. c. der Universität Tübingen
- Ehrenpräsident des Reichsverbandes der Deutschen Presse
- Ehrenpräsident der Deutschen Handelskammer in der Schweiz